# TELE+3
TELE+3 è stato il primo canale televisivo tematico italiano a pagamento prodotto da TELE+ dedicato alla cultura e all'intrattenimento, con trasmissioni dedicate prevalentemente alla musica classica e, in misura minore, ad eventi teatrali.

## Storia
TELE+3 iniziò le sue trasmissioni il 16 ottobre 1990, proponendo per molto tempo un solo film al giorno, che andava in onda all'1:00 di notte e poi era replicato ininterrottamente ogni due o tre ore (a seconda della lunghezza della pellicola) per le ventiquattr'ore successive; negli spazi vuoti tra la fine di una replica e l'inizio della successiva andavano in onda cartelli informativi con il logo di rete e i dati del film proposto. Alle 12:50 era trasmesso, almeno dal 1992 (possibilmente già da fine 1990) il breve telegiornale culturale Tele+3 News.
Il 1º febbraio 1993 su TELE+3 iniziò il corso d'inglese per bambini Oliver & Digit, in puntate da mezz'ora trasmesse dal lunedì al sabato per quattro volte di fila tra le 17:00 e le 19:00. Ciò preluse a un rinnovamento totale del palinsesto avvenuto il 1º marzo successivo, quando l'emittente assunse un taglio fortemente culturale con una programmazione dedicata ad eventi quali concerti, balletti, opere liriche, documentari, film di "nicchia" e programmi pedagogici ed educativi.
È stato l'ultimo canale di TELE+ a trasmettere in chiaro, poiché a partire dal 1º aprile 1995 parte della sua programmazione fu criptata malgrado l'appello firmato da 88 intellettuali e artisti italiani per «far rinascere l'unica televisione culturale italiana».
TELE+3 divenne così la terza rete criptata del gruppo Telepiù e lo spazio dedicato alla musica, sia leggera che classica, si ampliò fino a diventare il tema dominante del palinsesto.
In seguito ad un accordo commerciale con MTV Europe, a partire dal 21 giugno 1995 TELE+3 torna nuovamente a trasmettere in chiaro per 13 ore al giorno, ma questa volta si tratta della versione europea del canale MTV. A causa di impedimenti legislativi, verso la fine del 1996, verranno poi criptate 6 delle 13 ore di programmazione dell'edizione europea di MTV. I programmi culturali e la musica classica rimasero in onda solo nel palinsesto serale della rete.
In seguito al piano di rilancio dell'azienda, il 31 agosto 1997 TELE+1 e TELE+2 proseguirono le loro trasmissioni con i nuovi nomi TELE+ Bianco e TELE+ Nero; TELE+3 fu invece rinominata Vetrina D+, canale promozionale in chiaro della piattaforma digitale satellitare D+.
Per la programmazione dedicata alla musica classica fu creato un canale apposito, Classica, facente parte (in opzione) dell'offerta satellitare, il cui palinsesto dalle 21:00 alle 24:00 fu trasmesso per gli abbonati terrestri in contemporanea (criptato) su Vetrina D+.
Entro il 31 dicembre 1997 Vetrina D+ cessò la diffusione terrestre (mentre la continuò via satellite) e le sue frequenze - per effetto della Legge Maccanico - vennero in gran parte assegnate a Telemontecarlo, TMC 2, e Rete A, al fine di completare la loro copertura sul territorio nazionale.

## Programmazione
Il palinsesto di TELE+3, a partire dal 1º aprile 1995 (data in cui il canale venne criptato), prevedeva:
- da mezzanotte alle 7:00 - programmi di MTV (trasmessi in chiaro)
- dalle 7:00 alle 13:00 - programmi criptati (solitamente un film replicato tre volte di fila)[8]
- dalle 13:00 alle 19:00 - ancora la programmazione di MTV (sempre in chiaro)
- dalle 19:00 alle 24:00 - programmi criptati

Nel preserale (dalle 19:00 alle 21:00), inizialmente andava in onda un breve notiziario culturale (+3 News) della durata di pochi minuti, e a seguire - per poco meno di due ore (e curiosamente criptati) - i cartelli col palinsesto giornaliero. Questo spazio vuoto nella programmazione sarà poi riempito nella stagione 1995-1996 dalla replica parziale della prima serata del giorno precedente seguita dal +3 News; nella stagione 1996-97 si aggiungerà anche Set, il giornale del cinema in contemporanea con TELE+1.
Le serate invece erano divise per temi. Il lunedì era dedicato alle interviste speciali, il martedì ai concerti dei grandi direttori d'orchestra; il mercoledì alla danza classica; il giovedì alle sinfonie; il venerdì all'opera; il sabato alla danza contemporanea e la domenica a speciali, galà, festival e altre manifestazioni.
Tutte le sere dalle 23:00 alle 24:00, andava in onda "Notte classica", un concerto per dare la buonanotte.
Si trovavano in palinsesto anche le rubriche L'Università a domicilio (trasmesso nella fascia mattutina nella stagione 1996-97), Drum and Bass Special, Dance Collection, Hitlist UK; i concerti per pianoforte di Mozart; la serie di documentari La storia del jazz e quelli della National Geographic.